# Kunwargaon
Kunwargaon é uma cidade e uma nagar panchayat no distrito de Budaun, no estado indiano de Uttar Pradesh.

## Demografia
Segundo o censo de 2001, Kunwargaon tinha uma população de 6754 habitantes. Os indivíduos do sexo masculino constituem 54% da população e os do sexo feminino 46%. Kunwargaon tem uma taxa de literacia de 46%, inferior à média nacional de 59.5%: a literacia no sexo masculino é de 56% e no sexo feminino é de 35%. Em Kunwargaon, 19% da população está abaixo dos 6 anos de idade.